# Battle Chasers
Battle Chasers è un fumetto di Joe Madureira. Pubblicato dal 1998 al 2001 da WildStorm (etichetta Cliffhanger) e in seguito da Image Comics, è tuttora incompiuto.

## Trama
La storia dell'orfana Gully si incrocia con quella del guerriero decaduto Garrison, del mago Knolan e della cacciatrice di taglie Monika. Un signore oscuro sta per sorgere e la bambina protagonista possiede un'eredità che potrebbe essere la chiave di tutto.